# Opisthograptis tridentifera
Opisthograptis tridentifera är en fjärilsart som beskrevs av Moore 1888. Opisthograptis tridentifera ingår i släktet Opisthograptis och familjen mätare. Inga underarter finns listade i Catalogue of Life.